# 台28線

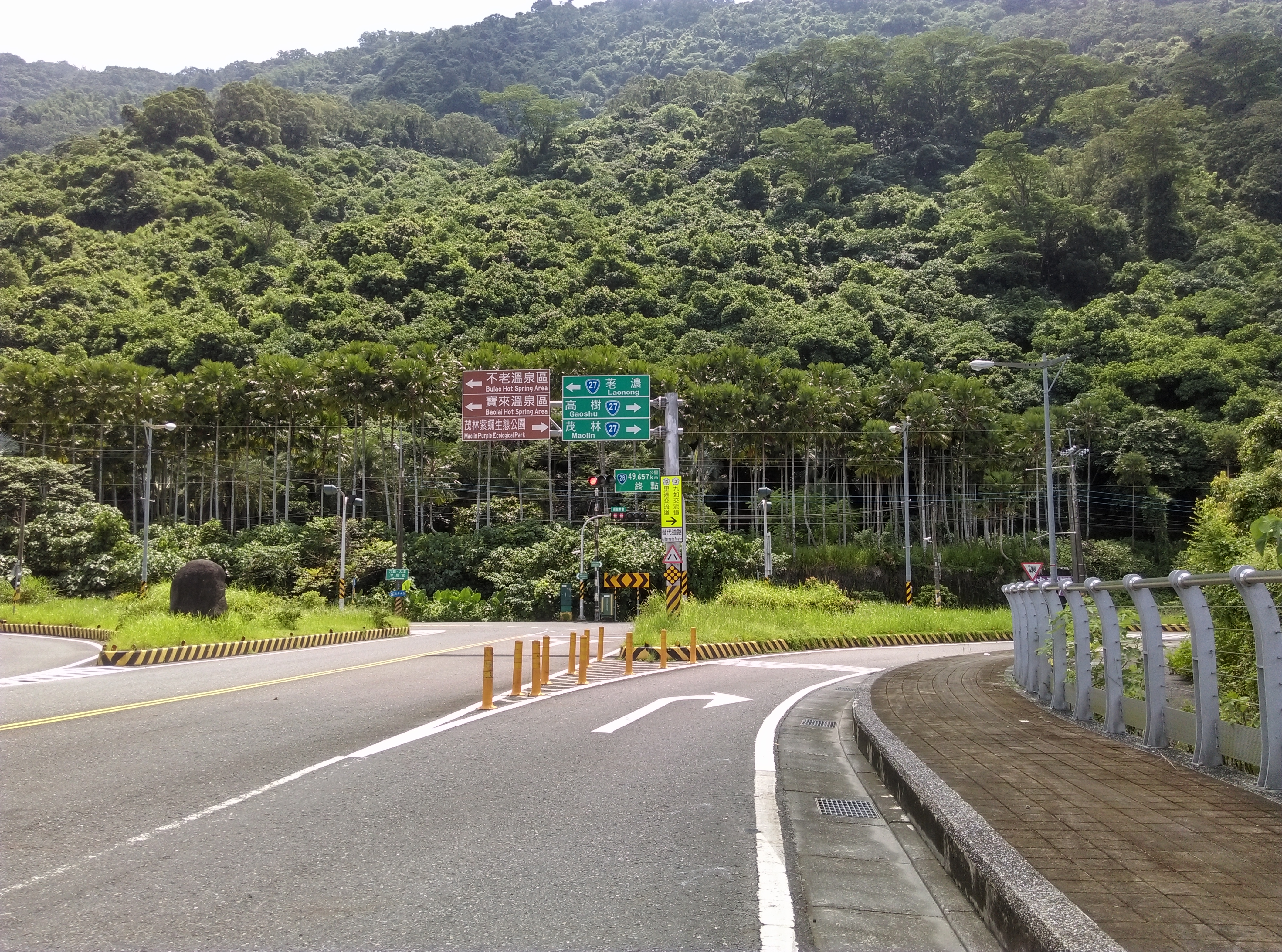
台28線終點，位於高雄市六龜區新威景觀大橋東端

台28線（湖內橋－茂林），為聯絡高雄北海岸與高雄山區的一條省道。此外，路線其中一段是貫穿旗山與六龜等二區，為當地重要的交通道路，使該路段亦有著俗稱旗六公路。部分路段從縣道184號、縣道184丙線升格而成。
西起湖內區海埔（台17線和台17甲線交會點），東迄六龜區望山腳附近之台27線，全長49.657公里，其中六龜區新威至台27線之新威景觀大橋路段原預訂2009年8月23日通車，受莫拉克颱風侵襲，為解決交通問題，提前開放通車。
台28線聯絡高雄市北部多處觀光遊憩地區，如興達港情人碼頭、田寮月世界、旗山老街、美濃客家民俗村等，於新威可銜接台27甲線至六龜區境內多處森林遊樂區以及南橫公路（台20線）。另國道一號路竹交流道與國道三號田寮交流道均以台28線為聯絡道路。

## 歷史沿革
- 1961年編成縣道184號大湖－六龜 （57.159   台1線345+519～六龜鄉公所前）；縣道184甲 旗尾－小山（8.232   184線30+873～184線37+369）。
- 1971年縣道184號 向東延伸至荖濃，路線名為大湖－荖濃 里程增加13.230公里。
- 1976年縣道184號 荖濃六龜段改編縣道185號（今台27線） ，路線名再改回大湖－六龜。
- 1994年原185甲線改編為縣道184乙 美濃－高樹 。
- 1997年縣道184號 起點向西延伸至大湖埤連接台17線，路線名改為湖內橋－六龜 57.290 。
- 2000年3月23日田寮交流道聯絡道編成縣道184丙 崗山頭－新廍仔 。
- 2003年9月18日，縣道184甲 旗尾－小山全線改編為高140線。
- 2004年1月13日行政院公告縣道184號湖內橋至新威路段、縣道184丙 崗山頭－新廍仔 與計畫中之新威景觀大橋合併納編為台28線，新威－中庄段編為今台27甲線。原縣道184乙 美濃－高樹與新通車之月光山隧道及以北路段併編為縣道181號（今市道181號）。

## 行經行政區域
全線均位於高雄市境內。
| 湖內區              | 海埔       | 0.000  | 台17線 · 台17甲線                                                                  | 公路起點 終點                   |
| 湖內區              | 湖內市區   | －     | 高5線                                                                              |                                 |
| 湖內區              | 大湖       | 2.635  | 台1線                                                                              |                                 |
| － 跨越縱貫線南段   |            |        |                                                                                    |                                 |
| 路竹區              | 營前       | －     | 高7線 · 永華路                                                                     | 起點                            |
| 路竹區              | 一甲       | －     | 高7線 · 永華路                                                                     | 起點                            |
| 路竹區              | 路竹交流道 | 5.800  | Module:Jct第187行Lua错误：bad argument #2 to 'format' (string expected, got table) |                                 |
| 路竹區              | 竹園       | －     | 高12線                                                                             |                                 |
| 8.333               |            |        |                                                                                    |                                 |
| 阿蓮區              | 崙子頂     | 8.633  | 台39線                                                                             | 終點                            |
| 阿蓮區              | 崙子頂     | －     | 高9線                                                                              |                                 |
| 阿蓮區              | 阿蓮市區   | 11.300 | 台19甲線 · 中山路                                                                  | 與共線起點                      |
| 阿蓮區              | 阿蓮市區   | 11.700 | 台19甲線                                                                           | 與共線終點                      |
| 阿蓮區              | 峰北       | －     | 高139線                                                                            | 起點                            |
| 田寮區              | 田寮交流道 | 13.705 | Module:Jct第187行Lua错误：bad argument #2 to 'format' (string expected, got table) |                                 |
| 田寮區              | 新廍       | －     | 高139線                                                                            | 終點                            |
| 田寮區              | －         |        |                                                                                    |                                 |
| 田寮區              | 西德       | －     | 高141線                                                                            | 起點                            |
| 田寮區              | 崇德       | －     | 高141線                                                                            | 終點                            |
| 田寮區              | 月世界     | 18.500 |                                                                                    |                                 |
| 田寮區              | 古亭坑     | 20.500 | 高146線                                                                            | 高146線終點                     |
| 田寮區              | 打鹿埔     | －     | 高120線                                                                            | 起點 公路行經田寮區與內門區交界 |
| 內門區              | 大崎頭     | －     | 高120線                                                                            | 起點 公路行經田寮區與內門區交界 |
| －                  |            |        |                                                                                    |                                 |
| 內門區              | 竹戈寮     | －     | 高135線                                                                            | 終點 公路行經內門區與旗山區交界 |
| 旗山區              | 三協       | －     | 高135線                                                                            | 終點 公路行經內門區與旗山區交界 |
| －                  |            |        |                                                                                    |                                 |
| 旗山區              | 旗山市區   | 30.156 | 台3線／台29線                                                                      | 與共線起點                      |
| 旗山區              | 旗山市區   | 30.336 | 台3線 · 台29線                                                                     | 與共線終點                      |
| 旗山區              | －         |        |                                                                                    |                                 |
| 旗山區              | 旗尾       | －     | 高147線                                                                            | 高147線終點                     |
| 旗山區              | 旗尾       | －     | 高140線                                                                            | 與共線起點                      |
| 旗山區              | 旗尾       | －     | 高140線                                                                            | 與共線終點                      |
| 旗山區              | 旗尾       | －     |                                                                                    |                                 |
| 旗山區              | 旗尾       | －     | （地區道路）                                                                       |                                 |
| 旗山區              | －         |        |                                                                                    |                                 |
| 旗山區              | 崙仔頂     | －     | （地區道路）                                                                       |                                 |
| －                  |            |        |                                                                                    |                                 |
| 美濃區              | 楊寮       | －     | 高97線                                                                             | 終點                            |
| 美濃區              | －         |        |                                                                                    |                                 |
| 美濃區              | 中壇       | －     | 高95線                                                                             | 起點                            |
| 美濃區              | 中壇       | 34.111 | 市道181號 · 高99線                                                                 | 與共線起點                      |
| 美濃區              | 中壇       | 34.351 | 市道181號                                                                          | 與共線終點                      |
| 美濃區              | 上竹圍     | －     | 高101線                                                                            | 起點                            |
| 美濃區              | －         |        |                                                                                    |                                 |
| 美濃區              | 小山       | 37.828 | 高140線                                                                            | 終點                            |
| 美濃區              | 龍山       | 38.537 | 高105線                                                                            | 起點                            |
| 美濃區              | －         |        |                                                                                    |                                 |
| 美濃區              | 龍肚       | －     | 高103線                                                                            |                                 |
| 美濃區              | 龍肚       | －     | 高109線 · 獅山街                                                                   | 終點                            |
| 美濃區              | 竹子門     | 39.221 | （地區道路）                                                                       |                                 |
| 六龜區              | 三坵田     | －     | （地區道路）                                                                       |                                 |
| 六龜區              | －         |        |                                                                                    |                                 |
| 六龜區              | 新寮       | 39.221 | （地區道路）                                                                       |                                 |
| 六龜區              | 新威       | 46.696 | 台27甲線                                                                           | 終點                            |
| 六龜區              | －         |        |                                                                                    |                                 |
| 六龜區              | 大津       | 49.657 | 台27線                                                                             | 公路終點                        |
| 共線 未通車或興建中 |            |        |                                                                                    |                                 |

## 里程表
臺二十八線
| 縣市   | 鄉鎮   | 里程數(KM)               |
| ------ | ------ | ------------------------ |
| 高雄市 | 全區   | 50                       |
| 高雄市 | 湖內區 | 3.7                      |
|        | 路竹區 | 5.4                      |
|        | 阿蓮區 | 5.5                      |
|        | 田寮區 | 11.5（南下）10.4（北上） |
|        | 內門區 | 0（南下）2.9（北上）     |
|        | 旗山區 | 7.1（南下）5.3（北上）   |
|        | 美濃區 | 10                       |
|        | 六龜區 | 6.8                      |

## 沿線路名
| - 東方路 - 環球路 - 中正路 - 忠孝路 - 仁愛路 | - 峰山路 - 峰德路 - 西德路山腳巷 - 北勢巷 - 月球路 | - 古亭路 - 鹿埔路 - 旗亭巷 - 樂和街 - 中學路 | - 延平二路 - 中興路 - 中華路 - 三民路 |

## 沿線設施與景點
| - 明寧靖王墓 - 東方設計大學 - 樹人醫護管理專科學校 - 路竹交流道（Module:Jct第187行Lua错误：bad argument #2 to 'format' (string expected, got table)） - 田寮交流道（Module:Jct第187行Lua错误：bad argument #2 to 'format' (string expected, got table)） - 田寮月世界 - 高雄市立旗山國民中學 - 衛生福利部旗山醫院 | - 高雄市旗山區旗尾國民小學 - 高雄市私立旗美高級商工職業學校 - 高雄市立龍肚國民中學 - 高屏發電廠 - 高屏發電廠竹門機組 - 新威森林公園 - 茂林國家風景區管理處 |

## 衍生創作
- 交工樂隊《菊花夜行軍》專輯內即收錄台28線舊編號的同名歌曲《縣道184》，描寫1960年代美濃地區的客家庄由此道路衍生的變遷與興衰。以及由賀照緹執導關於該樂團的紀錄片《縣道184之東》也使用此道路名稱做為片名。